# Langues algiques
Les langues algiques constituent une famille de langues amérindiennes d'Amérique du Nord. On pense qu'elles descendent toutes du proto-algique, une proto-langue du second ordre reconstruite à partir du proto-algonquien ainsi que des langues wiyot et yurok. 
La plupart des langues algiques sont membres de la sous-famille algonquienne, parlées dans une région allant des montagnes Rocheuses à la Nouvelle-Angleterre. Les autres langues algiques sont les langues yurok et le wiyot du Nord-Ouest de la Californie.

## Classification des langues de la famille

### La famille algique
La famille algique comprend 30 langues.
- Wiyot
  - Wiyot (†)
- Yurok
  - Yurok
- Langues algonquiennes
  - Arapaho
  - Pied-noir
  - Cheyenne
  - Cri
  - Mesquakie
  - Menominee
  - Miami-illinois (†)
  - Ojibwé
  - Potawatomi
  - Shawnee
  - Algonquin oriental
    - Abenaki occidental
    - Abenaki oriental
    - Etchemin (en) (†)
    - Nipmuck
    - Loup A (†)
    - Loup B (†)
    - Mohican (†)
    - Malécite-passamaquoddy
    - Massachusett (†)
    - Micmac
    - Mohegan-Pequot (†)
    - Munsee (ou Delaware)
    - Nanticoke (†)
    - Narragansett (†)
    - Pamlico (†)
    - Powhatan (†)
    - Quiripi-Naugatuck-Unquachog (†)
    - Shinnecock (†)
    - Unami

Les langues wiyot, miami, illinois, etchemin, loup A, loup B, mahican, massachusett, mohegan, pequot, nanticoke, narragansett, pamlico, powhatan, quiripi, naugatuck, unami, unquachog et shinnecock sont toutes éteintes. Le dernier locuteur connu de la langue wiyot est décédé en 1962. Toutes les autres langues sont menacées. On pense qu'il reste moins d'une dizaine de locuteurs de la langue yurok.

### Classification interne
Les deux langues algiques de Californie, wiyot et yurok, ont parfois été associées dans un même sous-groupe nommé ritwain (conduisant à un arbre génétique à deux branches ritwain et algonquien). De nombreux spécialistes ont désapprouvé un tel regroupement, car les langues wiyot et yurok ne semblent pas être plus proches l'une de l'autre qu'elles ne le sont d'une quelconque langue algonguienne.
Au sein de la sous-famille algonquienne, il existe un regroupement plus restreint concernant les langues algonquiennes orientales. Les autres langues algonquiennes ont parfois été classées en deux sous-groupes : algonquien central et algonquien des plaines. Cependant, ces deux sous-groupes ne sont pas fondés sur des relations génétiques, mais sont plutôt des sous-groupes géographiques.